# مانلی
مانْلَی (به فرانسوی: Manlay) یک کمون در فرانسه با جمعیت ۲۰۷ نفر است که در Canton of Liernais واقع شده‌است.